# Xorides hingganensis
Xorides hingganensis är en stekelart som beskrevs av Wang och Gupta 1995. Xorides hingganensis ingår i släktet Xorides och familjen brokparasitsteklar. Inga underarter finns listade i Catalogue of Life.